# Richie Gray
Pour les articles homonymes, voir Gray.

a Compétitions nationales et continentales officielles uniquement.

b Matchs officiels uniquement.
Dernière mise à jour le 10 mars 2025.
Richard James Gray dit « Richie Gray », né le 24 août 1989 à Rutherglen (Écosse), est un joueur international écossais de rugby à XV jouant au poste de deuxième ligne avec le club japonais du Toyota Verblitz depuis 2024, ainsi qu'en équipe d'Écosse depuis 2010.
Il est le frère aîné de l'international écossais Jonny Gray.
En 2019, il remporte le championnat de France avec le Stade toulousain.

## Biographie

### Glasgow Warriors (2008-2012)

#### Débuts professionnels
Richie Gray devient professionnel avec l'équipe de rugby de la ville de Glasgow, les Glasgow Warriors, en 2008. Il dispute avec cette équipe quatre saisons, joue en coupe d'Europe et en Celtic League. Richie Gray entre en jeu pour la première fois en championnat face aux Irlandais de la province de l'Ulster, au stade de Ravenhill à Belfast, le 7 mars 2009,. Il profite alors du départ de son coéquipier, Alastair Kellock, parti disputer le tournoi des Six Nations 2009 avec l'équipe d'Écosse. Il connaît sa première titularisation avec les Warriors le 15 mai 2009 face aux irlandais du Connacht au stade de Firhill à Glasgow,.
Au cours de la saison suivante, Richie Gray devient un élément important de l'équipe des Glasgow Warriors : il joue neuf matchs en Celtic League dont huit titularisations. Il joue pour la première fois en coupe d'Europe, prenant part à quatre matchs pour autant de titularisations, dans une poule composé du Biarritz olympique, de Gloucester RFC et des Newport Gwent Dragons.

#### Première capes avec l'Écosse en 2010
Ses bonnes performances permettent à Richie Gray d'obtenir sa première cape internationale en entrant en jeu à la place de Nathan Hines à la 68e minute de jeu, dans le stade de Murrayfield à Édimbourg, le 7 février 2010 lors du tournoi des Six Nations 2010 contre l'équipe de France, à seulement 19 ans ; son équipe s'incline sur le score de 9 à 18. Il participe le week-end suivant à la défaite du XV du Chardon face aux Gallois, dans le Millennium Stadium de Cardiff, sur le score de 24 à 31. Il joue ensuite le dernier match écossais du tournoi face aux Irlandais, match remporté par son équipe sur le score de 23 à 20, ce qui constitue la première victoire de Richie Gray avec son équipe nationale. L'Écosse termine l'édition 2010 du tournoi des Six Nations à la cinquième place avec une victoire et un match nul.
Richie Gray commence la saison en tant que titulaire avec les Glasgow Warriors. Il profite de ces titularisations pour inscrire le premier essai de sa carrière chez les professionnels. Le 12 octobre 2010, lors d'un match de Pro12, il marque un essai contre les gallois des Newport Gwent Dragons. Cet essai ne suffit cependant pas aux Écossais pour s'imposer.
Il enchaîne des prestations de très haut niveau lors du tournoi des six nations 2011, s'affirmant comme un titulaire de choix au poste de seconde ligne, ce qui fait de lui une des révélations du tournoi 2011. Lors de la défaite de l'Écosse contre l'équipe de France (21-34), il réalise sur l'ensemble du match une performance de très haut niveau, ce qui lui vaut alors d'être élu homme du match.

#### Coupe du monde 2011
En mars 2011, en vue de la coupe du monde débutant en septembre, le sélectionneur du XV écossais, Andy Robinson, interdit à cinq joueurs de jouer avec leur club respectif jusqu'à la fin de la saison. Cela concerne les deuxièmes lignes Richie Gray et Alastair Kellock, le troisième ligne John Barclay, le talonneur Ross Ford et le pilier Allan Jacobsen. C'est pourquoi Richie Gray ne joue que dix matchs avec son club sur l'ensemble de la saison de Pro12.
Il part donc avec le XV du Chardon en Nouvelle-Zélande pour disputer la coupe du monde. L'Écosse ne se qualifie pas pour les phases finales de la compétition et finit troisième de la poule dernière l'Angleterre et l'Argentine. Richie Gray joue le premier match écossais dans la compétition, le 10 septembre 2011, face à la Roumanie (victoire 34-24), puis le match contre les Pumas (défaite 12-13) et le dernier match face au XV de la rose (défaite 12-16). Mais Richie Gray ne participe pas au match contre la Géorgie.
Richie Gray participe au tournoi des Six Nations 2012 où le XV du Chardon termine à la dernière place du classement avec aucune victoire au cours de cette édition.

### Sale Sharks (2012-2013)

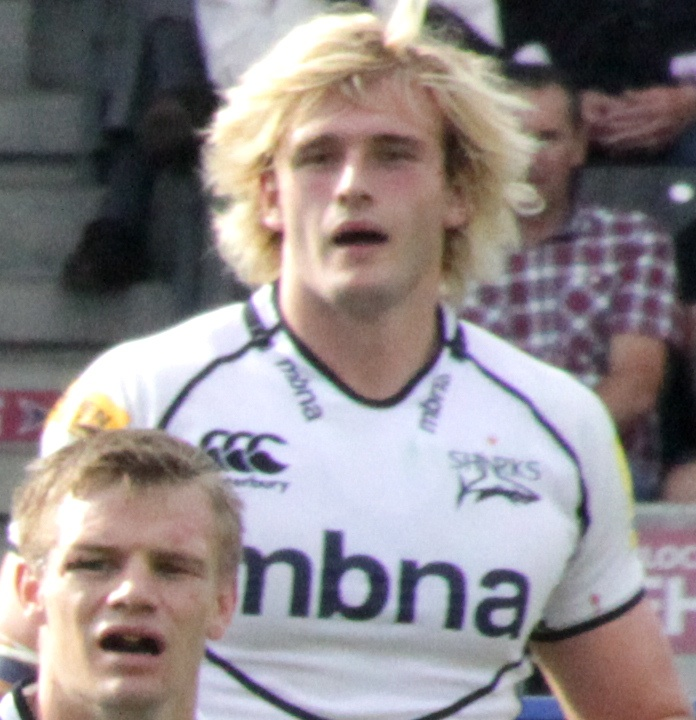
Richie Gray sous le maillot des Sale Sharks en 2012.

Richie Gray annonce le 8 novembre 2011, quelques jours après la fin de la coupe du monde 2011, qu'il quittera les Glasgow Warriors pour jouer la saison suivante avec le club anglais des Sale Sharks. Il joue un total de onze matchs en championnat d'Angleterre pour dix titularisations avec son nouveau club. En coupe d'Europe, Richie Gray joue cinq des six matchs de la phase de poule, mais son équipe ne parvient pas à sortir de la poule composé du Rugby club toulonnais, des Cardiff Blues et du Montpellier Hérault rugby, et termine dernière de la poule avec une seule victoire en six matchs. La mauvaise saison des Sale Sharks se termine par une dixième place au classement final du championnat d'Angleterre.
Richie Gray participe au tournoi des Six Nations 2013, mais malgré un bout début de tournoi, avec une victoire contre l'Irlande et conte l'Italie, Richie Gray se blesse au genou droit lors du match contre le pays de Galles, il ne joue donc pas la fin de saison avec son club ni le dernier match écossais du tournoi.
Le 30 avril 2013, il fait partie du groupe choisi par Warren Gatland pour la tournée de l'équipe des Lions britanniques et irlandais en Australie. Il dispute six rencontres, dont un test contre l'Australie en tant que remplaçant ; il remporte le dernier match 41 à 16, cette victoire permettant aux Lions de remporter la série.

### Castres olympique (2013-2016)
Le 3 mai 2013, après une saison chez les Sale Sharks, Richie Gray s'engage avec le Castres olympique, pour la saison 2013-2014. La saison est chaotique pour son nouveau club, avec un très mauvais début de saison. Il est choisi par le staff comme successeur de l'incontournable Joe Tekori, parti au Stade toulousain après le titre de champion de France de son équipe. Richie Gray met quelques mois à s'imposer dans l'équipe castraise aux côtés de Rodrigo Capó Ortega, faisant oublier le français Christophe Samson, pourtant devenu international lors de la saison précédente, et commence à être considéré comme un titulaire à partir du printemps. La saison se termine avec une nouvelle finale, cette fois perdue, face au RC Toulon.
La saison suivante débute à nouveau mal pour le Castres olympique qui a vu de nombreux joueurs quitter le Tarn, c'est le cas de Brice Dulin, Antonie Claassen ou encore Romain Teulet, qui a pris sa retraite. L'équipe vice-championne de France se retrouve à la dernière place du classement à l'issue de la 14e journée. Mais Castres termine finalement la saison à la douzième place, évitant ainsi de peu la relégation. La coupe d'Europe est tout aussi compliquée pour l'équipe castraise, dans la même poule que les Harlequins, le Leinster et les Wasps, Castres termine dernier avec une seule victoire sur six matchs.
Richie Gray prend part au début de saison castrais et joue, entre autres, quatre matchs de coupe d'Europe et est régulièrement aligné sur la première partie de saison de Top 14. Mais au cours du tournoi des Six Nations 2015, Richie Gray se blesse au bras face au pays de Galles à la suite d'une charge du deuxième ligne Jake Ball, et manque ainsi la fin du tournoi, demeurant absent des terrains avec son club pour une durée de douze semaines.
Il fait son retour sur les terrains du Top 14 le 23 mai 2015, en tant que remplaçant, contre le Racing 92.

#### Coupe du monde 2015
Richie Gray prend part à la préparation à la coupe du monde 2015 avec son équipe nationale. Il est titularisé lors des deux matchs de préparation contre l'Italie qui s'aboutissent par deux victoires. La première 16 à 12 au stade olympique de Rome, puis 48 à 7 la semaine suivante au stade de Murrayfield. Le sélectionneur néo-zélandais du XV du Chardon, Vern Cotter, annonce le 1er septembre 2015 la liste des 31 joueurs retenus pour la coupe du monde. Richie Gray est ainsi appelé, tout comme son frère, Jonny. Les deux frères sont tous deux titularisés par leur sélectionneur national lors du dernier match de préparation au stade de France, qui se termine par une victoire française sur le score de 19 à 16.
Richie Gray joue alors tous les matchs de l'Écosse de la compétition en tant que titulaire, les victoires en phase de poule face au Japon (45-10), aux États-Unis (39-16) et face aux Samoa (36-33), la défaite en phase de poule face aux Sud-Africains (16-34) et le quart de finale perdu face à l'Australie (35-34), à la suite d'une erreur arbitrale de Craig Joubert, reconnue par World Rugby,,.
Le Castres olympique finit le championnat de France à la 6e place du classement, se qualifiant ainsi pour les phases finales du championnat, mais s'incline lors du match de barrage face au Montpellier HR. Richie Gray joue un total de 18 matches malgré la saison internationale. Il est titulaire pour le match de barrage. Il ne dispute pas de rencontres de Challenge européen.

### Stade toulousain (2016-2020)
Richie Gray arrive, fin 2016, au terme de son contrat avec le Castres olympique. Sollicité alors par plusieurs clubs, l'international écossais choisit finalement de rester dans le championnat de France et signe un contrat de quatre ans avec le Stade toulousain, le liant ainsi avec le club de rugby de la ville rose jusqu'à 2020. Son coéquipier Piula Faasalele fait le même changement de club, la même année.
Au cours de la saison 2018-2019, le Stade toulousain retrouve la finale du Top 14 pour la première fois depuis 2012 et affronte l'ASM Clermont. Richie Gray commence la rencontre sur le banc des remplaçants puis entre en jeu à la place de Richie Arnold en début de seconde période. Les Toulousains l'emportent 24 à 18 et gagnent le vingtième bouclier de Brennus de leur histoire,.

### Retour à Glasgow (2020-2024)
Durant la saison 2022-2023, son équipe, les Glasgow Warriors, atteint la finale du Challenge européen où elle affronte le RC Toulon. Pour cette rencontre, il commence sur le banc des remplaçants, avant d'entrer en jeu en seconde période à la place de JP du Preez; son équipe est cependant battue sur le score de 43 à 19,.
Le 16 août 2023, il fait partie de la liste définitive des 33 joueurs convoqués par Gregor Townsend pour disputer la Coupe du monde 2023.
Au mois de janvier 2024, il est sélectionné pour le Tournoi des Six Nations. Cependant, étant titulaire lors de la première journée, il subit une blessure au biceps et est forfait pour le reste de la compétition. Durant la suite de la saison 2023-2024, les Glasgow Warriors atteignent la finale du championnat après avoir éliminé le Munster en demi-finale. En finale contre les Bulls, Richie Gray est titulaire en deuxième ligne avec Scott Cummings et son équipe s'impose 21 à 16, remportant la compétition pour la deuxième fois de son histoire après 2015,.

### Aventure au Japon (depuis 2024)
Le 15 octobre 2024, il s'engage en faveur du club japonais du Toyota Verblitz,.

## Statistiques

### En club
| Saison    | Club              | Championnat       | Championnat | Championnat | Coupe d'Europe     | Coupe d'Europe | Coupe d'Europe |
| Saison    | Club              | Compétition       | Matches     | Essais      | Compétition        | Matches        | Essais         |
| --------- | ----------------- | ----------------- | ----------- | ----------- | ------------------ | -------------- | -------------- |
| 2008-2009 | Glasgow Warriors  | Celtic League     | 3           | 0           | Coupe d'Europe     | 0              | 0              |
| 2009-2010 | Glasgow Warriors  | Celtic League     | 9           | 1           | Coupe d'Europe     | 4              | 0              |
| 2010-2011 | Glasgow Warriors  | Celtic League     | 10          | 1           | Coupe d'Europe     | 5              | 0              |
| 2011-2012 | Glasgow Warriors  | Pro12             | 10          | 1           | Coupe d'Europe     | 6              | 1              |
| 2012-2013 | Sale Sharks       | Aviva Premiership | 11          | 1           | Coupe d'Europe     | 5              | 0              |
| 2013-2014 | Castres olympique | Top 14            | 22          | 1           | Coupe d'Europe     | 6              | 1              |
| 2014-2015 | Castres olympique | Top 14            | 13          | 0           | Coupe d'Europe     | 4              | 0              |
| 2015-2016 | Castres olympique | Top 14            | 18          | 0           | Challenge européen | 0              | 0              |
| 2016-2017 | Stade toulousain  | Top 14            | 12          | 0           | Coupe d'Europe     | 4              | 0              |

### En équipe nationale
- 66 sélections (56 fois titulaire, 10 fois remplaçant)
- 15 points (3 essais)
- Sélections par année : 6 en 2010, 10 en 2011, 11 en 2012, 7 en 2013, 9 en 2014, 9 en 2015, 9 en 2016, 4 en 2017, 1 en 2018

En Tournoi des Six Nations
Tournois disputés : 2010, 2011, 2012, 2013, 2014, 2015, 2016, 2017, 2018
En Coupe du monde
- 2011 : 4 sélections (Roumanie Géorgie, Argentine, Angleterre)
- 2015 : 5 sélections (Japon, États-Unis, Afrique du Sud, Samoa, Australie)
- 2023 : à venir

| Numéro | Date            | Lieu                           | Adversaire | Résultat | Compétition |
| ------ | --------------- | ------------------------------ | ---------- | -------- | ----------- |
| 1      | 10 mars 2012    | Aviva Stadium, Dublin          | Irlande    | 14-32    | Six Nations |
| 2      | 8 novembre 2014 | Murrayfield Stadium, Édimbourg | Argentine  | 41-31    | Test match  |
| 3      | 19 mars 2016    | Aviva Stadium, Dublin          | Irlande    | 25-35    | Six Nations |

### Avec les Lions britanniques et irlandais
Richie Gray participe à une tournée avec les Lions britanniques et irlandais, en 2013, en Australie. Richie Gray joue un total de six matchs, et il est remplaçant pour le dernier test match de la tournée contre les Wallabies, à l'issue duquel les Lions s'imposent sur le score de 41 à 16. Il rentre à la 67e minute de jeu à la place de l'Anglais Geoff Parling.

## Palmarès

### En club
- Castres olympique
  - Finaliste du Championnat de France en 2014

- Stade toulousain
  - Vainqueur du Championnat de France en 2019
- Glasgow Warriors
  - Finaliste du Challenge européen en 2023
  - Vainqueur du United Rugby Championship en 2024

### En équipe nationale

#### Tournoi des Six Nations
| Édition                      | Rang | Résultats Écosse | Résultats R. Gray | Matchs R. Gray |
| Tournoi des Six Nations 2010 | 5e   | 1 v, 1 n, 3 d    | 1 v, 0 n, 2 d     | 3/5            |
| Tournoi des Six Nations 2011 | 5e   | 1 v, 0 n, 4 d    | 1 v, 0 n, 4 d     | 5/5            |
| Tournoi des Six Nations 2012 | 6e   | 0 v, 0 n, 5 d    | 0 v, 0 n, 5 d     | 5/5            |
| Tournoi des Six Nations 2013 | 3e   | 2 v, 0 n, 3 d    | 2 v, 0 n, 2 d     | 4/5            |
| Tournoi des Six Nations 2014 | 5e   | 1 v, 0 n, 4 d    | 1 v, 0 n, 2 d     | 3/5            |
| Tournoi des Six Nations 2015 | 6e   | 0 v, 0 n, 5 d    | 0 v, 0 n, 2 d     | 2/5            |
| Tournoi des Six Nations 2016 | 4e   | 2 v, 0 n, 3 d    | 2 v, 0 n, 3 d     | 5/5            |
| Tournoi des Six Nations 2017 | 4e   | 3 v, 0 n, 2 d    | 2 v, 0 n, 2 d     | 4/5            |
| Tournoi des Six Nations 2018 | 3e   | 3 v, 0 n, 2 d    | 1 v, 0 n, 0 d     | 1/5            |
| Tournoi des Six Nations 2021 | 4e   | 3 v, 0 n, 2 d    | 1 v, 0 n, 1 d     | 2/5            |

Légende : v = victoire ; n = match nul ; d = défaite ; la ligne est en gras quand il y a Grand Chelem.

#### Coupe du monde
| Édition               | Rang               | Résultats Écosse | Résultats R. Gray | Matchs R. Gray |
| --------------------- | ------------------ | ---------------- | ----------------- | -------------- |
| Nouvelle-Zélande 2011 | Phase de poule     | 2 v, 0 n, 2 d    | 2 v, 0 n, 2 d     | 4/4            |
| Angleterre 2015       | Quart de finaliste | 3 v, 0 n, 2 d    | 3 v, 0 n, 2 d     | 5/5            |

Légende : v = victoire ; n = match nul ; d = défaite.

### Distinctions personnelles
- Plus jeune joueur à avoir obtenu 50 sélections avec l'équipe d'Écosse à l'âge de 26 ans et 47 jours en 2015